# Marcus Böhme
Marcus Böhme est un joueur allemand de volley-ball né le 25 août 1985 à Berlin (dans un quartier alors à Berlin-Est, en République démocratique allemande). Il mesure 2,11 m et joue central. Il totalise 166 sélections en équipe d'Allemagne.

## Clubs
| Club                        | De        | À         |
| --------------------------- | --------- | --------- |
| SCC Berlin                  | 2005-2006 | 2008-2009 |
| VfB Friedrichshafen         | 2009-2010 | 2011-2012 |
| Pallavolo Città di Castello | 2012-2013 | 2012-2013 |
| TSV Unterhaching            | 2013-2014 | 2013-2014 |
| Fenerbahçe SK               | 2014-2015 | 2014-2015 |
| Cuprum Lubin                | 2015-2016 | 2016-2017 |
| Olympiakos Le Pirée         | 2017-2018 | 2018-2019 |
| Dynamo LO                   | 2019-2020 | 2019-2020 |
| VfB Friedrichshafen         | 2020-2021 | ...       |

## Palmarès

### Équipe nationale
- Ligue européenne (1)
  - Vainqueur : 2009
- Jeux européens (1)
  - Vainqueur : 2015

### Clubs
- Challenge Cup
  -  Finaliste : 2018
- Championnat d'Allemagne (2)
  - Vainqueur : 2010, 2011
  - Finaliste : 2008, 2021, 2022, 2023
- Coupe d'Allemagne (2)
  - Vainqueur : 2012, 2022
  - Finaliste : 2011
- Championnat de Grèce (2)
  - Vainqueur : 2018, 2019
- Coupe de la Ligue de Grèce (2)
  - Vainqueur : 2018, 2019